# Mikołaj Lewicki (aktor)
Mikołaj Stefan Lewicki (ur. w 1870, zm. 1 sierpnia 1944 w Warszawie) – polski śpiewak (tenor) i reżyser operowy pochodzenia ukraińskiego.

## Życiorys
Kształcił się w Konserwatorium Lwowskim, m.in. pod kierunkiem Walerego Wysockiego. Początkowo śpiewał głównie po ukraińsku, m.in. w zespole Ruska Besida (1892). W 1894 debiutował na deskach teatru we Lwowie. W kolejnych latach śpiewał w Krakowie (1895), a w 1898 roku został przyjęty do zespołu operowego Warszawskich Teatrów Rządowych.
W 1898 roku wyjechał na dalsze studia wokalne do Włoch, gdzie występował do 1901 roku. Po powrocie, w 1902 roku grał najpierw we Lwowie, a w maju tego roku został ponownie zaangażowany do zespołu WTR. W kolejnych latach śpiewał gościnnie w Krakowie, a po 1908 roku występował coraz rzadziej, skupiając się na reżyserii. Wówczas też, w 1912 roku zawarł związek małżeński z Melanią Wohl.  
Po wybuchu I wojny światowej, w 1915 roku został ewakuowany w głąb Rosji, gdzie pozostał do 1923 roku, reżyserując m.in. w operze w Tyflisie. Powróciwszy do Polski, objął stanowisko reżysera opery w Teatrze Miejskim we Lwowie (1923-1926), a następnie reżyserował w Teatrze Wielkim w Warszawie (1932–1933).

## Filmografia
- Tajemnica starego rodu (1928)
- Pan Tadeusz (1928) - Buchman

Źródło: